# Souransan-Tomoto
Souransan-Tomoto est une localité et une commune rurale malienne de l'arrondissement de Djidiandans le cercle de Kita, et la région de Kita.

## Villages
La commune s'étend sur 5 localités relevées lors du recensement général de 2009. 
Les villages les plus peuplés sont :
- Souransan Tomoto (3 472 habitants) ;
- Bassibougou (767 habitants) ;
- Dindin (717 habitants).